# 리비아저드
리비아저드(Meriones libycus)는 쥐과 메리오네스속에 속하는 설치류의 일종이다. 모리타니와 모로코, 알제리, 튀니지, 리비아, 이집트, 요르단, 시리아, 사우디아라비아, 이란, 이라크, 아프가니스탄, 투르크메니스탄, 우즈베키스탄, 카자흐스탄, 중국 서부 지역에서 발견된다. 자연 서식지는 아열대 또는 열대 기후 지역의 건조 관목 지대와 간헐 염수호, 뜨거운 사막 지대, 시골 정원 지대이다.

## 특징
리비아저드는 메리오네스속에 속하는 대형 저빌 종으로 몸길이는 꼬리 길이와 비슷한 100~160mm이고, 몸무게는 56~105g이다. 머리 폭이 넓고 큰 눈을 가지고 있으며, 털은 섬세하고 무성하며 뒷발이 길다. 등 쪽은 회색빛 갈색이고, 보통 더 작은 중국저드보다 색이 더 진하다. 배 쪽 털은 회색 바탕에 끝이 흰 반면에 중국저드는 가슴의 갈색 줄무늬를 제외하고는 배 쪽이 모두 희다. 꼬리 부분은 진한 갈색 또는 거무스레한 색을 띠는 꼬리 끝 1/3 부분을 제외하고 연한 갈색이다. 발톱은 진한 색을 띠고, 뒷발 발바닥은 부분적으로 털이 나 있어 군데 군데 맨살이 보인다. 일부 분포 지역에서 순데발저드(Meriones crassus)와 혼동을 일으킬 수도 있지만, 순데발저드보다 발톱 색이 더 연하고 꼬리 끝 부분의 털 뭉치는 더 작고 진한 색을 띤다.

## 분포 및 서식지
리비아저드는 북아프리카와 아시아 서부와 중부 지역 일부의 토착종이다. 분포 지역은 모리타니와 모로코 지역부터 사우디아라비아와 근도 지역, 카자흐스탄과 중국 서부 지역이다. 일반적인 서식지는 사막과 준사막 지대, 강가 홍수림, 와디 지역, 안정적인 모래 언덕 지대이다. 경작지에서 발견되기도 한다.

## 생태
리비아저드는 홀로 살거나 작은 무리를 지어 살며, 20마리 또는 30마리씩 무리를 짓고 겨울철에는 군집 크기가 좀더 늘어난다. 땅 아래로 최대 1.5m 깊이의 상당히 복잡한 통로와 여러 개의 입구를 가진 굴을 파서 생활한다. 큰저빌(Rhombomys opimus)의 비어 있는 굴을 사용할 수도 있다. 주행성 동물의 일종으로 씨앗과 구근, 덩이줄기, 잎 등의 식물을 먹고, 일부 죽은 곤충을 먹을 수도 있다. 먹이를 굴 속으로 옮기기도 하고, 땅 표면 근처 방에 많은 양의 먹이를 저장하며, 더 깊은 굴은 둥지로 사용한다. 상황에 따라 선택적으로 떠도는 동물로 먹이가 부족해지면 새로운 땅을 움직인다. 거의 연중 번식을 하며, 약 5마리의 새끼를 여러번 낳는다.
아랄해가 줄어들어 만들어진 인공적인 "아랄쿰 사막"에서 리비아저드는 다른 작은 설치류 북부세발가락뛰는쥐와 중국저드, 큰저빌과 함께 새로운 서식지를 이용하여 산다. 이들 설치류는 주변 지형에서보다 건조 해역에서 4배 더 풍부하고, 이 때문에 붉은여우와 코사크여우, 스텝긴털족제비, 얼룩족제비, 투르크메니스탄들고양이와 같은 육식동물을 끌어 모은다.

## 보전 상태
리비아저드는 넓은 분포 지역의 적당한 서식지에서 흔하게 발견되는 종이다. 전체 개체수가 크고, 농경지에서 서식하는 일부 지역에서는 해충으로 간주된다. 알려진 특별한 위협 요인은 없고, 국제 자연 보전 연맹(IUCN)이 보전 상태를 "관심대상종"으로 분류하고 있다.